# Sekou Keita
Sekou V. Keita (nacido el 30 de noviembre de 1979 en el condado de Nimba) es un exfutbolista liberiano y su último club fue FC Olimpia Bălţi.

## Carrera internacional

### Selección de fútbol de Liberia
También fue miembro de la selección nacional de fútbol de Liberia.

## Clubes

### Carrera profesional
| Club                       | País           | Periodo   |
| -------------------------- | -------------- | --------- |
| Club Afrique International |                | 1998-2000 |
| New York Red Bulls         | Estados Unidos | 2000-2002 |
| Roza                       |                | 2002-2003 |
| Invincible Eleven          | Liberia        | 2003-2004 |
| ASC Jeanne d'Arc           | Liberia        | 2004-2005 |
| AS Bamako                  | Mali           | 2006      |
| FC Olimpia Bălți           | Moldavia       | 2006-2007 |

## Selección nacional
| Selección                      | País    | Periodo | Partidos (goles) |
| ------------------------------ | ------- | ------- | ---------------- |
| Selección de fútbol de Liberia | Liberia | 2005    | 7 (0)            |